# Оджук
Оджук — река, протекающая по территории Варзобского района районов республиканского подчинения Таджикистана. Левый приток реки Варзоб (бассейн Кафирнигана).
Длина — 19 км. Площадь водосбора — 77,8 км². Количество притоков протяжённостью менее 10 км в бассейне Оджук — 40, их общая длина составляет 69 км. Средневзвешенная высота водосбора — 2350 м. Коэффициент внутригодового стока — 0,23. Месяц с наибольшим стоком — май. 15 % от годового стока приходится на период с июля по сентябрь. Тип питания — снеговое.
Согласно данным справочника «Ресурсы поверхностных вод СССР» (1971), Оджук входит в третью группу рек с летним лимитирующим сезоном. В таблице приведены следующие характеристики стока реки (место измерения посёлок Варзоб):
| Водность года | Месячный сток (%) | Месячный сток (%) | Месячный сток (%) | Месячный сток (%) | Месячный сток (%) | Месячный сток (%) | Месячный сток (%) | Месячный сток (%) | Месячный сток (%) | Месячный сток (%) | Месячный сток (%) | Месячный сток (%) | Сезонный сток (%) | Сезонный сток (%) | Сезонный сток (%)  |
| Водность года | I                 | II                | III               | IV                | V                 | VI                | VII               | VIII              | IX                | X                 | XI                | XII               | Весна (IV—VII)    | Лето (VIII—IX)    | Зима-лето (X—III)! |
| ------------- | ----------------- | ----------------- | ----------------- | ----------------- | ----------------- | ----------------- | ----------------- | ----------------- | ----------------- | ----------------- | ----------------- | ----------------- | ----------------- | ----------------- | ------------------ |
| Средний       | 3,2               | 3,3               | 8,8               | 18,7              | 25,9              | 12,5              | 6,9               | 4,7               | 3,8               | 4,2               | 4,2               | 3,8               | 65,9              | 15,4              | 18,7               |

### Комментарии
1. ↑  отношение величины стока за период июль-сентябрь к величине стока за период март-июнь